# Ferran Bosch i Martí
Ferran Bosch i Martí ( Benicarló, 21 de mayo de 1854 – Bellreguard, 29 de marzo de 1935), fue un republicano valenciano, ilustrado y polifacético. Fue abogado, partidario de Alejandro Lerroux, juez de primera instancia, propietario del antiguo trinquete de Bellreguard y observador astronómico.

## Biografía
Ferran Bosch era hijo de Ferran Bosch i Segarra (abogado, alcalde de Benicarló y diputado en las Cortes por Castellón ) y de Arcadia Martí, IV baronesa de Casablanca. Éste era un linaje vinculado a Peñíscola y de carácter liberal. Se había casado en Valencia, en 1883, con Amàlia Lliberós y Camilleri, y se estableció en Bellreguard en 1890, donde nacerían sus hijas Maria dels Àngels y Amàlia. Tenía también otro hijo, Ferran, el mayor, nacido en Valencia.
En 1877, terminó la carrera de derecho en la Universidad de Valencia. En la capital también era miembro del Ateneo Mercantil . Asimismo, mantenía correspondencia con intelectuales como Miguel de Unamuno o Menéndez Pidal .
Era colaborador de El Momento (Gandia), El Mercantil Valenciano (Valencia), del periódico La Región de Alicante y de la Revista de Gandia.
En 1905, obtuvo un premio en el Concurso Nacional de la Real Academia de Legislación y Jurisprudencia de Madrid por el estudio Conceptos jurídicos de El Quijote . Con unos trabajos jurídicos sobre la obra de Cervantes logró en 1905 el premio extraordinario de la misma academia y el del Primer Congreso Nacional de Abogados españoles en San Sebastián .
Promovió la pelota valenciana y, alrededor de mayo de 1900, inauguraba en Bellreguard un trinquete de pelota que, por sus excelentes condiciones, fue admirado en toda la comarca de la Safor y en la de la Marina. Tenía 50 metros de largo y unos 9 de ancho.
Hombre de gran afición astronómica, hacía gala de lo que la Revista de Gandia denominaba  «una volcánica fantasía». En 1924, montaba un evento de proyección comarcal, invitando a autoridades y público para la observación de una elipsis de sol y en abril de 1931 proponía al Ayuntamiento de Bellreguard la celebración de unas fiestas inspiradas en los fenómenos astronómicos. Éstas se instituían, de nueva planta, como fiestas astronómico-cívico-populares que deberían tener lugar el 9 de mayo y el 7 de agosto, en la mitad de la primavera y del verano. Esta celebración ha sido recuperada a raíz de las fiestas patronales del pueblo por san Miguel, en septiembre de 2022.
Uno de sus nietos, Pere Maria Orts i Bosch, hijo de Amalia, conseguiría el Premio de Honor de las Letras Valencianas en 1996.